# فاناب (زانجان)
فاناب (بالفارسية: وناب) هي منطقة سكنية تقع في إيران في زنجان. يقدر عدد سكانها بـ 12 نسمة .